# Diaphania indica
Diaphania indica là một côn trùng gây hại nông nghiệp thuộc họ Pyralidae. Nó là loài gây hại cho Cucurbitaceae như dưa chuột. Nó sinh sống ở khu vực nhiệt đới và cận nhiệt đới.
Sải cánh dài khoảng 30 mm. Adults have transparent wings with broad dark brown borders. 

## Hình ảnh

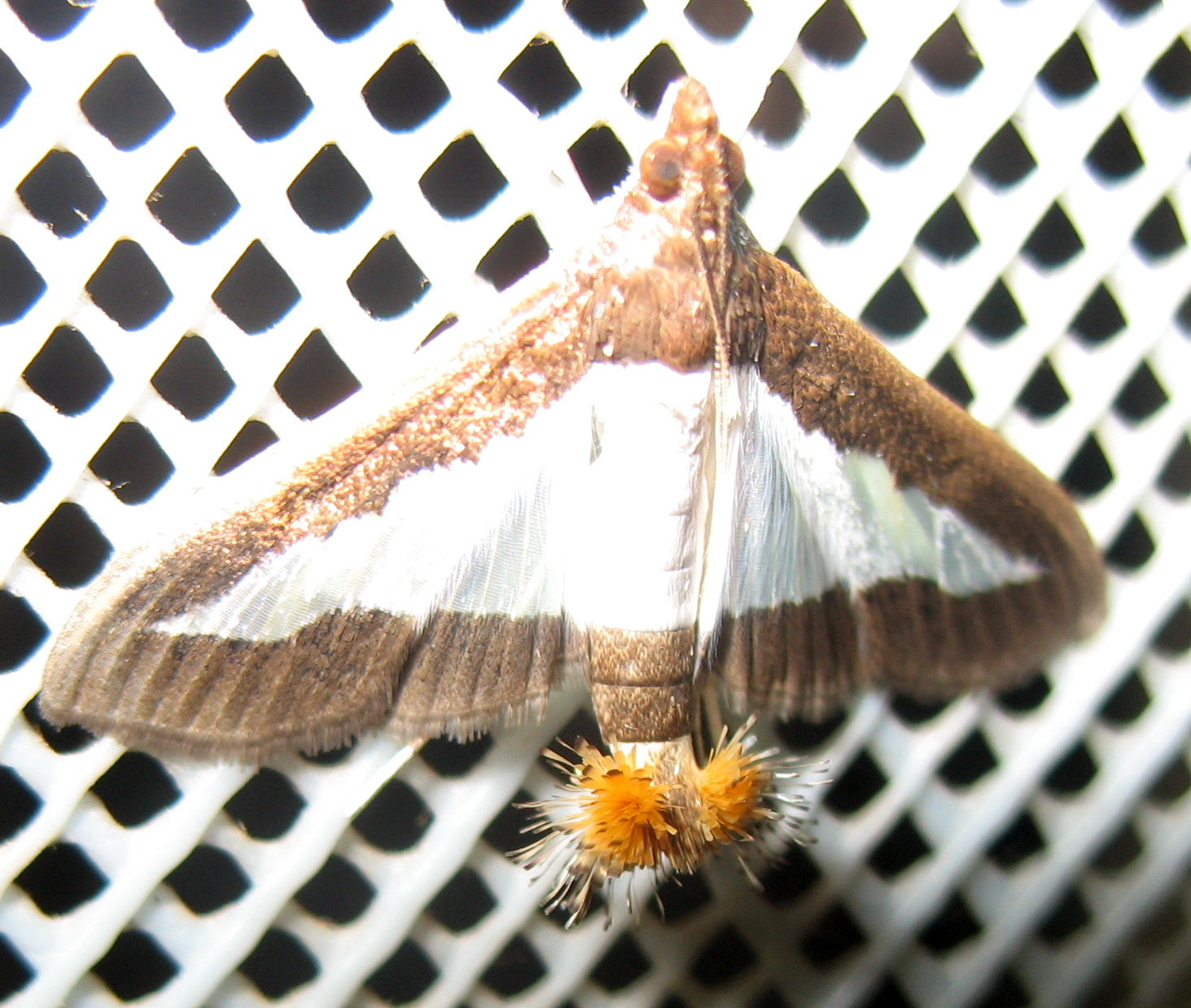
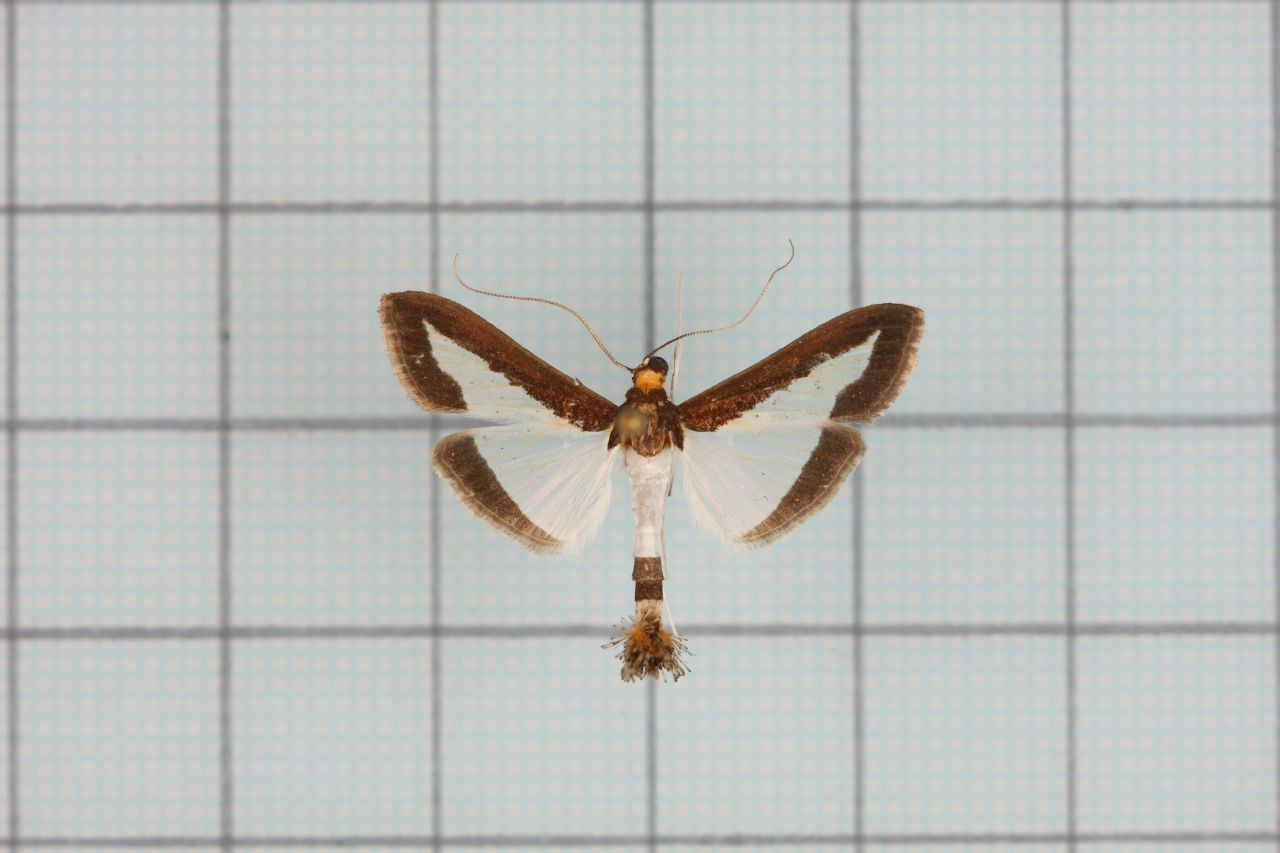
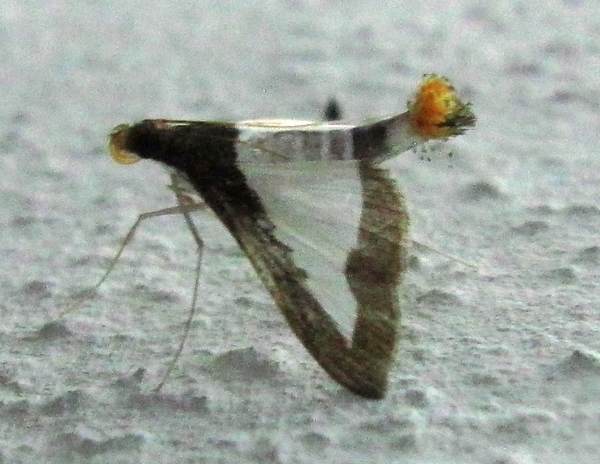
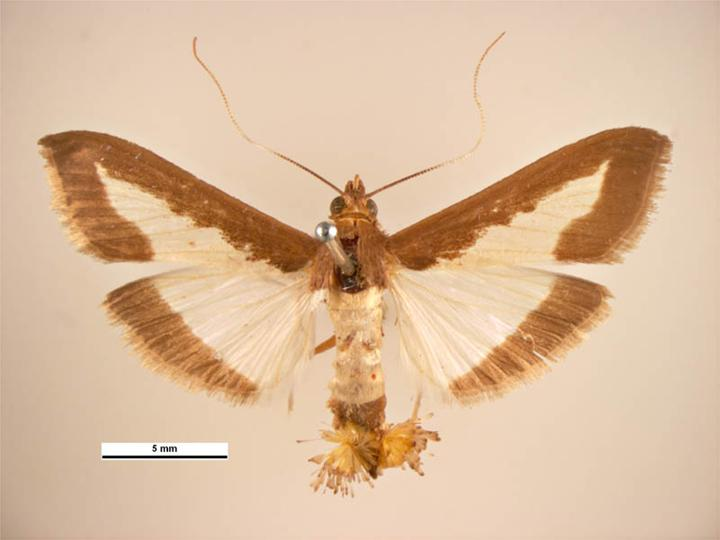